# Hermann Oestrich
Hermann Oestrich (1903-1973) était un ingénieur allemand qui, recruté après la Seconde Guerre mondiale, reçut la nationalité française et dirigea le bureau d'études des réacteurs ATAR de la SNECMA.

## Biographie
Hermann Oestrich est né à Duisburg en 1903.
Ingénieur en chef chez BMW aéronautique à Berlin-Spandau en 1937, il mit au point le premier turboréacteur BMW 003 et mena les développements et production en série. En avril 1945, alors que les Américains s'apprêtaient à récupérer documents, machines et équipes, les Anglais récupérèrent en mai les documents du bureau d'études et, finalement, en juin l'armée française mettait la main sur la plus grande partie des ingénieurs et responsables du projet des turboréacteurs.
En septembre 1945, Oestrich est nommé responsable de l'Atelier technique aéronautique de Rickenbach à Lindau en zone française. Avec son équipe et des ingénieurs de chez Junkers, il lui est demandé de lancer le projet de plusieurs réacteurs qui furent dénommés ATAR. Avec son groupe, il fut transféré, en février 1946, à Decize, au sein de l’usine Voisin d’où la dénomination de Groupe technique Voisin (GTV) qui sera absorbé par la Société nationale d’étude et de construction de moteurs d’avions (SNECMA), créée en mai 1945. Il conclut un contrat de développement du premier ATAR de 2000 kg de poussée sur 5 ans avec le ministère de l'air en avril 1946. Son équipe était constituée en majorité d'ingénieurs allemands et de jeunes ingénieurs français de chez Rateau soit 120 personnes. Le 15 avril 1948, le contrat était rempli avec un turboréacteur ATAR 101 prototype fournissant 2 200 kgp sur banc.
En 1948, il reçut la nationalité française et fut nommé en 1950 directeur technique de la SNECMA. Pour services rendus, il fut décoré de la Légion d'honneur en 1962.
Il est mort à Paris le 2 avril 1973.